# CCR4
Thụ thể chemokine C-C type 4 là một protein được mã hóa bởi gen CCR4 ở người. CCR4 gần đây cũng đã được chỉ định là CD194 (cụm biệt hóa 194).
Protein do gen này mã hóa thuộc họ thụ thể bắt cặp với protein G. Nó là một thụ thể cho các chemokine CC sau đây:
- CCL2 (MCP-1)
- CCL4 (MIP-1)
- CCL5 (RANTES)
- CCL17 (TARC) [5]
- CCL22 (chemokine có nguồn gốc từ đại thực bào) [6]

Chemokine là một nhóm các protein nhỏ có liên quan về cấu trúc, điều hòa sự di chuyển tế bào của các loại bạch cầu khác nhau. Các chemokine cũng đóng vai trò căn bản trong sự phát triển, cân bằng nội môi, và chức năng của hệ thống miễn dịch, và chúng có ảnh hưởng lên các tế bào của hệ thống thần kinh trung ương cũng như lên tế bào nội mô tham gia vào sự hình thành mạch máu hoặc ổn định mạch máu (angiostasis).

## Ý nghĩa lâm sàng
CCR4 thường được biểu hiện trên các tế bào bạch cầu trong u lympho tế bào T ở da (CTCL).

### Là đích của thuốc
Mogamulizumab là một kháng thể đơn dòng nhân hóa nhắm đích vào CCR4 và là một thuốc đang nghiên cứu đối với CTCL.